# اریک منین
اریک منین (فرانسوی: Éric Magnin‎؛ زادهٔ ۲۹ مهٔ ۱۹۶۷) دوچرخه‌سوار اهل فرانسه است.